# Schweizer Nordische Skimeisterschaften 1967
Die Schweizer Nordischen Skimeisterschaften 1967 fanden am 18. und 19. Februar 1967 in Einsiedeln, am 15. Januar 1967 in Riedern und am 29. Januar 1967 im Flims statt. Ausgetragen wurden im Skilanglauf die Distanzen 15 km, 30 km und 50 km, sowie die 4 × 10 km Staffel. Josef Haas gewann die Meistertitel über 15 km und 50 km und Hanspeter Kasper über 30 km. Zudem triumphierte die Staffel von SC Obergoms. Bei den Frauen siegte Rita Czech über 10 km. Das Skispringen gewann Heribert Schmid und die Nordische Kombination Jacky Rochat.

## Skilanglauf

### Männer

#### 15 km
| Platz | Name            | Verein                  | Zeit (min) |
| ----- | --------------- | ----------------------- | ---------- |
| 01    | Josef Haas      | SC Marbach              | 53:33,4    |
| 02    | Michel Haymoz   | Riaz                    | 53:39,8    |
| 03    | Konrad Hischier | SC Obergoms             | 53:43,4    |
| 04    | Paul Bebi       | SC Davos                | 55:13,4    |
| 05    | Denis Mast      | Les Cernets             | 55:31,1    |
| 06    | Fritz Stüssi    | Riedern                 | 55:31,2    |
| 07    | Hans Oberer     | Grenzwachtkorps Splügen | 55:48,6    |
| 08    | Flury Koch      | SC Alpina St. Moritz    | 55:54,2    |
| 09    | Hermann Kreuzer | SC Obergoms             | 55:58,1    |
| 10    | Alfons Schuwey  | Hochmatt                | 55:59,0    |

Datum: Samstag, 18. Februar 1967 in Einsiedeln
 Mit sechs Sekunden Vorsprung auf Michel Haymoz und den Vorjahressieger Konrad Hischier gewann der Marbacher Josef Haas.

#### 30 km
| Platz | Name             | Verein               | Zeit (std) |
| ----- | ---------------- | -------------------- | ---------- |
| 01    | Hanspeter Kasper | SC Alpina St. Moritz | 1:45:02,3  |
| 02    | Ulrich Wenger    | SAS Bern             | 1:46:54,1  |
| 03    | Franz Kälin      | SC Einsiedeln        | 1:47:02,9  |
| 04    | Josef Haas       | SC Marbach           | 1:47:16,3  |
| 05    | Denis Mast       | Les Cernets          | 1:47:45,3  |
| 06    | Flury Koch       | SC Alpina St. Moritz | 1:47:49,1  |
| 07    | Hans Oberer      | Splügen              | 1:48:01,1  |
| 08    | Karl Wagenführ   | Zürich               | 1:49:23,8  |

Datum: Sonntag, 15. Januar 1967 in Riedern

Überraschend siegte Hanspeter Kasper aus St. Moritz mit einer Minute und 52 Sekunden Vorsprung auf Ulrich Wenger und Franz Kälin. Der Vorjahressieger Konrad Hischier beendete das Rennen vorzeitig nach 16 km.

#### 50 km
| Platz | Name             | Verein        | Zeit (std) |
| ----- | ---------------- | ------------- | ---------- |
| 01    | Josef Haas       | SC Marbach    | 2:54:47    |
| 02    | Franz Kälin      | SC Einsiedeln | 2:56:04    |
| 03    | Karl Wagenführ   | Zürich        | 2:56:42    |
| 04    | Paul Bebi        | SC Davos      | 2:58:44    |
| 05    | Konrad Hischier  | SC Obergoms   | 3:01:08    |
| 06    | Hans Oberer      | Splügen       | 3:02:53    |
| 07    | Venanzio Maranta | Lugano        | 3:03:18    |
| 08    | Franz Oetiker    | Splügen       | 3:04:41    |
| 09    | Jakob Rietmann   | Splügen       | 3:07:38    |
| 010   | Kurt Hefti       | Glarus        | 3:07:58    |

Datum: Sonntag, 29. Januar 1967 in Flims

Der Marbacher Josef Haas siegte vor Franz Kälin und Karl Wagenführ und holte damit seinen ersten Meistertitel. Es waren 80 Läufer am Start. Der Vorjahressieger Denis Mast reiste vorzeitig ab, da ihm die Strecke zu gefährlich war, da es kaum Ausweichmöglichkeiten beim Überholen gab. Der Mitfavorit Konrad Hischier stürzte nach 42 Kilometer und wurde Fünfter.

#### 4 × 10 km Staffel
| Platz | Namen                                                       | Verein               | Zeit (std) |
| ----- | ----------------------------------------------------------- | -------------------- | ---------- |
| 01    | Gregor Hischier Jules Marty Konrad Hischier Hermann Kreuzer | SC Obergoms          | 2:18:14,0  |
| 02    | Hansjürg Hobi Albert Giger Hanspeter Kasper Flury Koch      | SC Alpina St. Moritz | 2:19:21,6  |
| 03    | Sepp Birchler Alois Kälin Hans Luna Franz Kälin             | SC Einsiedeln        | 2:20:17,6  |
| 04    |                                                             | Riedern GL           | 2:22:03,9  |
| 05    |                                                             | SC La Brévine        | 3:10:39,2  |

Datum: Sonntag, 19. Februar 1967 in Einsiedeln

### Frauen

#### 10 km
| Platz | Name            | Verein      | Zeit (min) |
| ----- | --------------- | ----------- | ---------- |
| 01    | Rita Czech      | Luzern      | 39:35,7    |
| 02    | Jacqueline Frey | Mont Soleil | 45:27,4    |
| 03    | Käthi Spycher   | Bern        | 45:43,5    |

Datum: Samstag, 18. Februar 1967 in Einsiedeln

## Nordische Kombination

### Einzel
| Platz | Name             | Verein            | Weiten        | Punktestand nach dem Springen | Gesamtpunkte |
| ----- | ---------------- | ----------------- | ------------- | ----------------------------- | ------------ |
| 01    | Jacky Rochat     | Le Brassus        | 51,5 m 52,0 m | 260,2                         | 490,35       |
| 02    | Alfred Holzer    | SC Kandersteg     |               |                               | 453,85       |
| 03    | Josef Furrer     | Andermatt         |               |                               | 405,55       |
| 04    | Robert Russi     | Andermatt         |               |                               | 404,30       |
| 05    | Rudolf Gutknecht | Wald              |               |                               | 403,47       |
| 06    | Jürg Wolfsberger | Bern              | 53,0 m 52,5 m | 265,8                         | 387,40       |
| 07    | Kurt Schaad      | Altstetten-Zürich |               |                               | 377,05       |
| 08    | Rolf Steuri      | Grindelwald       |               |                               | 355,46       |

Datum: Samstag, 18. Februar 1967 in Einsiedeln

In Abwesenheit des Vorjahressiegers Alois Kälin, holte Rochat mit 490,35 Punkten seinen zweiten Meistertitel in der Nordischen Kombination.

## Skispringen

### Normalschanze
| Platz | Name             | Verein     | Weite 1 | Weite 2 | Punkte |
| ----- | ---------------- | ---------- | ------- | ------- | ------ |
| 01    | Heribert Schmid  | Olten      | 55,0 m  | 55,5 m  | 212,9  |
| 02    | Max Walter       | Mümliswil  | 56,0 m  | 52,5 m  | 201,3  |
| 03    | Hans Stoll       | Rüeschegg  | 51,0 m  | 55,0 m  | 194,3  |
| 04    | Jürg Wolfsberger | Bern       | 53,0 m  | 53,5 m  | 193,7  |
| 05    | Richard Pfiffner | Zürich     | 50,0 m  | 49,0 m  | 188,2  |
| 06    | Jacky Rochat     | Le Brassus | 50,0 m  | 51,0 m  | 181,2  |

Datum: Sonntag, 19. Februar 1967 in Einsiedeln

In Abwesenheit von Sepp Zehnder, gewann Heribert Schmid mit Weiten und 55 m und 55,5 m und 212,9 Punkten vor Max Walther und Hans Stoll zum fünften Mal in Folge den Meistertitel. Urs Schöni aus Biel wurde Juniorenmeister.